# Battaglia di Rocky Face Ridge
La battaglia di Rocky Face Ridge è stata un episodio della campagna di Atlanta della guerra di secessione americana a seguito della quale l'esercito confederato del generale Johnston fu costretto ad evacuare le sue posizioni nella contea di Whitfield, in Georgia.
Nel maggio 1864, al suo arrivo a Rocky Face Ridge, il generale Sherman, inviò due colonne contro il nemico e una terza (sotto il comando del maggiore generale James B. McPherson) verso sud, attraverso lo Snake Creek Gap, per distruggere la ferrovia a Resaca. McPherson però era nettamente inferiore alle forze sudiste schierate a Resaca e Sherman andò in suo aiuto.
Il 12 maggio Johnston, sapute le intenzioni dei nordisti, si ritirò verso sud per proteggere Resaca.